# おてやわらかにぴんく!!
『おてやわらかにぴんく!!』は、遠山光による日本の漫画作品。『マガジンSPECIAL』（講談社）にて1984年6号から1986年6月号まで連載された。単行本は全3巻、愛蔵版全1巻。

## あらすじ
平凡な高校生大海寺裕也は、ある日ピンク色の毛並みの猫を拾う。猫に「ぴんく」と名付けて飼うことになるが、ほどなく同名の少女「ぴんく」が裕也の前に現れるようになる。彼女の言動は人間離れしたところがあり、裕也を始め、周囲の人間は彼女に常に振り回されるが、その正体は…。

## 登場人物
ぴんく
大海寺裕也の家に居候する少女。その正体は裕也によって拾われた猫の「ぴんく」。しっぽを掴まれたり、どこかに挟んだりすると人間の少女に姿を変え、魚を食べたり恐怖を覚えると猫に戻る。なぜこのような変身能力を持つに至ったかは不明。ぴんく自身もはっきりとした理由はわかっていないようである。
大海寺家のポストに放り込まれていたのを裕也に拾われたが、捨てられるまでの経緯はこちらも不明である。
人間の姿になると人の言葉を使え、二本足で歩けるが、猫としての本能はそのままなので、全裸であっても意に介さない。また、傷をなめて治そうとしたり、キャットフードを平気で食べるなどするため、そのギャップが普通の人間には奇異に映ることもしばしば。
序盤は料理については壊滅的な腕前だったが、徐々により人間らしい行動を取ることが多くなった後期ではごく普通の料理が作れるようになっている。
拾ってくれて名前を付けてくれた裕也を一途に慕っていて、彼に女性が近付いたり、単独行動を取ると激しく嫉妬する。
犬は子犬であっても非常に苦手。またネズミも嫌いである。
大海寺裕也
ぴんくの飼い主兼ボーイフレンド、ぴんくからは「だんなさま」と呼ばれている。裕也以外の家族がカナダに住んでいるため、一軒家に独りで住んでいる。平凡な男子高校生であり、常識人でもある。
連載当初は猫の「ぴんく」が人間の「ぴんく」と同一であると気づいておらず、振り回されてばかりいたが、ある時目の前で変身を目撃してしまい、以後は彼の前でだけはぴんくも変身するようになった。しかし、今度はぴんくの正体を他人に悟られないよう神経を尖らすことになる。
人間の常識が通用しないぴんくに困惑させられてばかりいるが、容姿のかわいらしさや彼女が持つ優しさを知っているため、内心は大切に思っている。
女性に比較的人気がある。
容姿は別作品の「ハートキャッチいずみちゃん」の明智菊丸に非常に似ている。
杉本真奈
裕也に好意を抱いている少女で同級生。常に裕也のそばにいて非常識な行動を取るぴんくの存在を疎ましく思っており、またぴんくも真奈をライバルと思っているため、基本的には両者の仲は悪い。
しかし最終話でぴんくの正体に気付き、裕也に寄り添って離れないようぴんくに諭し、自身は身を引いた。
作中で風貌の変化が最も激しかった人物でもある。
むつみ
裕也の家の隣に住んでいる少女で裕也の幼なじみ。第1話で裕也に夕食を作りに来るなど密かに好意を抱いているようであったが、ぴんくの悪戯で裕也がむつみのスカートを引きずり下ろしてしまったため激怒、そのまま家を飛び出す。愛想が尽きたのか、その後は一切登場しなくなってしまった。
大海寺葉月
裕也の実妹。ショートヘアにメガネという一見大人しそうなキャラクターであるが、ぴんくの存在を隠す兄の行動を不審に思い家探しをするなど意外と活動的な人物である。
日本に別荘を持つジョンという友人がいる。
泉谷
裕也の悪友兼親友。実家は酒屋。裕也とは同級生のため未成年であるはずだが、飲酒、喫煙をたしなむようである。
桜井
泉谷と同じく裕也の友人。ロック歌手のような容姿だが、泉谷ほどは存在感はない。
山崎弥生
新人女子プロレスラー。ひょんなことから女子プロレスに入門してしまったぴんくとペアを組むことになった。しかし本人は歌手志望であり、プロレスはそのためのステップ程度にしか考えていない。頬にある星型のペイントがトレードマーク。関西弁。
デビル笹身
新日本女子プロレスのトップヒール。軍団「デビル軍団」を率いる。
大海寺寅彦
裕也のいとこ。都内の下板橋畜産大学に合格し、裕也の家に住み着く。狸と鶏をペットに持ちステレオタイプな東北弁を話す。ぴんくが人間に変身する所を見て、研究レポートを製作したが相手にされず、故郷の秋田に帰らされる。

## 備考
遠山光が後の愛蔵版で語ったところによれば、当時女子プロレスが好きだったため、ぴんくが女子プロレスに入る話を入れてみたが、周囲からの反応が良くなかったため元の流れに戻したという。